# Dosso (département)
Pour les articles homonymes, voir Dosso.
Dosso est un département du sud-est du Niger situé dans la région de Dosso.

## Géographie

### Administration
Dosso est un département de 8 587 km² de la région de Dosso.

Son chef-lieu est Dosso.
Son territoire se décompose en 
:
- Communes urbaines : Dosso.
- Communes rurales : Farey, Garankedey, Gollé, Goroubankassam, Karguibangou, Mokko, Sambera, Tessa, Tessa, Tombokoirey I, Tombokoirey II.

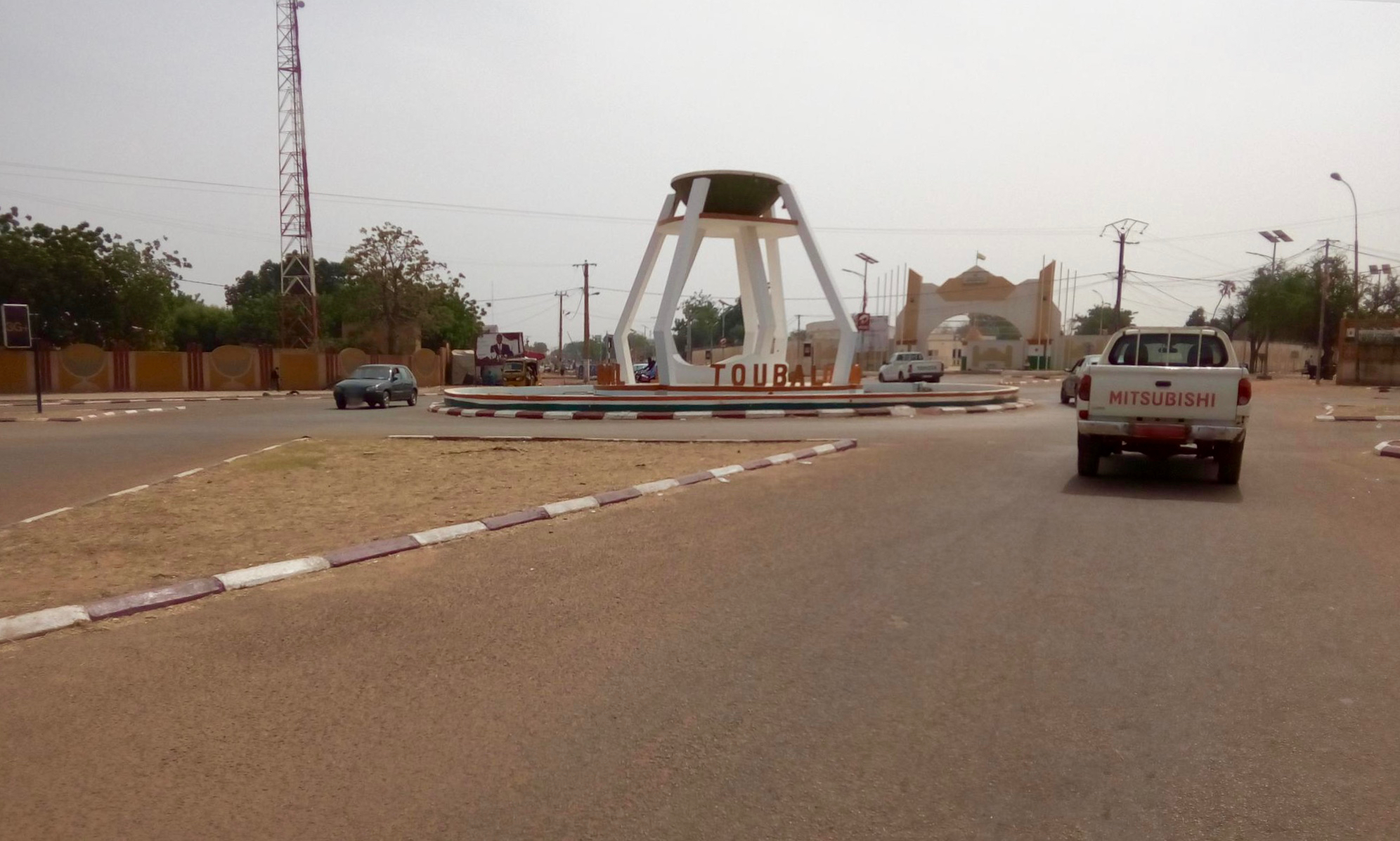
Route Nationale 1 au Gouvernorat de Dosso dans la ville de Dosso, Niger.

| Code INS | Commune        | Superficie (km²) | Population (2012) | Localités |
| -------- | -------------- | ---------------- | ----------------- | --------- |
| 30401    | Dosso          | 592,6            | 89 132            | 64        |
| 30402    | Farey          | 1 119            | 40 302            | 95        |
| 30403    | Garankédey     | 670              | 35 009            | 109       |
| 30404    | Gollé          | 1 291            | 27 860            | 77        |
| 30405    | Goroubankassam | 532,6            | 33 125            | 96        |
| 30406    | Karguibangou   | 725,3            | 45 304            | 125       |
| 30407    | Mokko          | 1 037            | 52 132            | 104       |
| 30408    | Sambéra        | 1 067            | 50 820            | 154       |
| 30409    | Téssa          | 566,9            | 26 668            | 65        |
| 30410    | Tombokoirey I  | 456,3            | 29 024            | 86        |
| 30411    | Tombokoirey II | 879,6            | 63 184            | 221       |

### Situation
Le département de Dosso est entouré par :
- au nord : le département de Loga,
- à l'est : les départements de Dogondoutchi et Gaya,
- au sud : le Bénin,
- à l'ouest : le département de Boboye.

## Population
La population est estimée à 488 509 habitants en 2011.

## Économie
Un aérodrome dessert la région.

## Culture et patrimoine

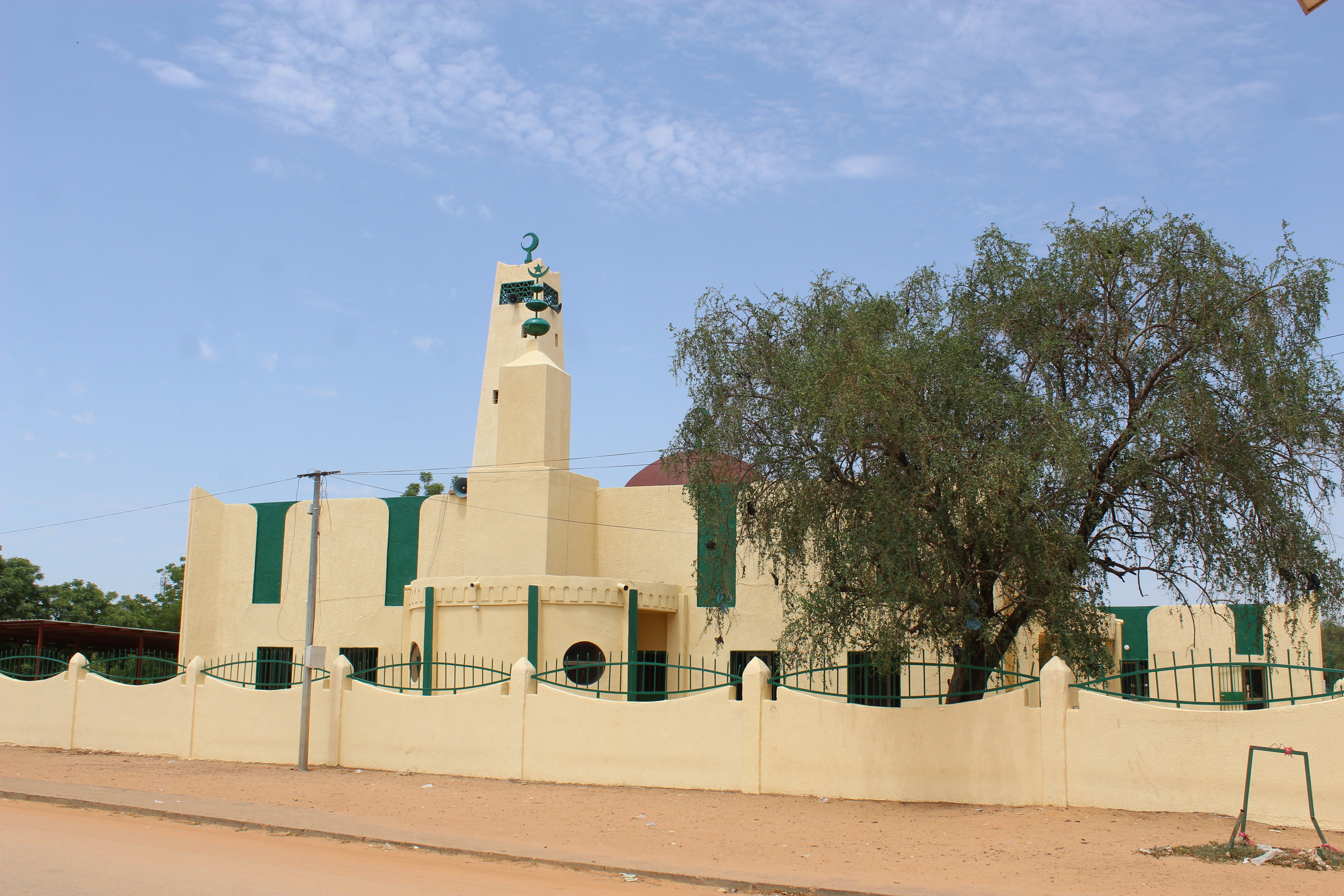
Grande Mosquée de Dosso

Les sites touristiques relevés par l'annuaire statistique sont : 
- Palais du Chef de province à Dosso, ou Palais du Zarmakoye (1904);
- Village artisanal
- Musée régional
- Marché à bétail de Mokko
- Grande mosquée du Sultan, mausolée d'Alboury Ndiaye (1847-1901) roi du Djolof.
- Tombes des officiers coloniaux
- Greniers coloniaux (silos à grains)